# Krivotvorenje umjetničkih djela
Krivotvorenje umjetničkih djela je postupak stvaranja i prodaje djela koje je lažno pripisano drugom, u pravilu znamenitijem umjetniku. To je iznimno unosan posao, no suvremene tehnike datiranja i analize umjetnina čine identifikaciju krivotvorina danas značajno lakšom i pouzdanijom.

## Povijest
Smatra se da ovaj posao star barem 2000 godina. Starorimski su kipari izrađivali kopije grčkih skulptura. Danas se smatra da suvremeni kupci znaju da se ne radi o izvornim djelima. Tijekom klasičnog perioda umjetnine su stvarane kao povijesne reference, religiozna inspiracija ili zbog estetskog užitka. Identitet umjetnika je često bio od male važnosti za kupca.
U vrijeme renesanse slikari su često imali pomoćnike(pripravnike,"šegrte") koji su slikanje izučavali prije svega kopiranjem učiteljevih djela. Slikar bi ta djela potom prodao kako bi naplatio poduku. Neke su od ovih kopija kasnije greškom smatrane za radove samog majstora.
Usponom srednje klase stvorena je velika potražnja za umjetninama. Krajem 14. stoljeća u Italiji su iskopane rimske skulpture, te je ovo još dodatno pojačalo interes za antikvitete, iz čega je pak proisteklo i značajno podizanje vrijednosti spomenutih predmeta. Ovo je porast zahvatilo i djela tada suvremenih umjetnika. Umjetnost je postala robom i shodno tome materijalna je vrijednost djela počela zavisiti i o identitetu pojedinog umjetnika. Kako bi identificirali svoj rad slikari su svoja djela počeli označavati te potpisivati. Kada je potražnja premašila ponudu počelo se s krivotvorenjem oznaka i potpisa značajnih, cijenjenih umjetnika.
U 16. stoljeću imitatori Duererovih grafičkih listova, počeli su na svoje uradke stavljati krivotvorene potpise, kako bi povećali vrijednost svojih radova.Na svojoj gravuri Djevice Marije Duerer je stoga stavio i natpis:"Prokleti nek su oni koji kradu tuđi rad i nadarenost". No čak su i značajni, čuveni umjetnici znali izrađivati i krivotvorine. Godine 1496. Michelangelo je izradio skulpturu usnulog kupida, te ju je pomoću kisele zemlje umjetno patinirao kako bi izgledala što starijom. Prodao ju je trgovcu, Baldassare del Milaneseu, koji ju je pak preprodao Cardinal Riario of San Giorgio koji je kasnije shvatio da se radi o krivotvorini te je tražio povrat svog novca. No Michelangelu je dozvoljeno da zadrži svoj dio novca.
U 20. stoljeću rado su se krivotvorile slike Salvadora Dalia, Pabla Picassa, Paula Kleea, te Matissea.

## Krivotvoritelji
U principu 3 su vrste prevaranata. Onaj koji izradi krivotvorinu, onaj koji je proda pod nešto što u stvari nije i onaj koji shvati da se radi o krivotvorini ali je ipak pokuša prodati kao izvorno autentično djelo.
Kopije, replike, reprodukcije i pastiši su često legitimna djela, što pak otežava distinkciju između legalne reprodukcije i čistog falsifikata. Primjerice, Guy Hain koristio je originalne kalupe kako bi odlio nekoliko Rodinovih skulptura, međutim u onom trenutku kada ih je označio signaturom Rodinove izvorne ljevaonice skulpture su postale čiste krivotvorine.

### Umjetnici
- Strand von Ste. Adresse, 1863,  Johan Barthold Jongkind.
- Skating in Holland, 1890-1900, signirano "Jongkind" u donjem lijevom kutu, no u stvari rad nepoznatog krivotvoritelja.
- Signature s dva prije prikazana djela. Gore: autentični Jongkind, dolje: signatura na krivotvorini.

Krivotvoritelj mora biti upućen u vrstu umjetnina koju pokušava imitirati. Brojni su krivotvoritelji često bili umjetnici koji su se neuspješno pokušali nametnuti tržištu i publici. Ponekad se izvorno djelo posudi ili ukrade vlasniku, kako bi se načinila kopija. Zatim se vlasniku vrati kopija, a izvornik se zadrži i proda. Primjer je ovoga Duererov autoportret koji je do 1805. smatran za njegovo djelo. Slikar je posudio izvornik te je krivotvorinu potom dao vlasnicima. Godine 1805. stvar je raskrinkana jer se na tržištu pojavio izvornik, koji je otkupljen za kraljevsku zbirku.

### Trgovci umjetninama
Nedavno su se pojavile tvrdnje da trgovci umjetninama i aukcijske kuće često prihvaćaju krivotvorine, te ih što brže prodaju, kako bi ostvarili dobitak. Ako trgovac naiđe na krivotvorinu, najčešće je vrati prethodnom vlasniku, te tako omogućuje krivotvoritelju da isto djelo pokuša prodati negdje drugdje.
Neki krivotvoritelji pokušavaju svoje radove plasirati pomoću lažne dokumentacije o autentičnosti. Tako je britanski trgovac umjetninama J.D. stvarao lažne dokumente o porijeklu djela, dok je njegov partner J. M., djela izrađivao te je čak umetao slike krivotvorina u arhive prestižnih umjetničkih institucija.

## Metode otkrivanja
Najočiglednije krivortvorine često su loše kopije starih slika, Krivotvoritelj najčešće kombinira elemente s nekoliko već poznatih slika. Često se izostave tipične osobine rada umjetnika čije se djelo želi simulirati, ili se na slici javljaju anakroni detalji, kako bi se poduprle tvrdnje da se radi o nešto drugačijoj verziji neke čuvene slike. Da bi se identificiralo rad vještog, iskusnog krivotvoritelja koriste se suvremene znanstveno zasnovane tehnologije i postupci.

### Tehnike pregleda djela
Pažljiv i sustavan pregled krivotvorine (ponekad zvan Morellianska analiza) najčešće je dovoljan da bi se ista identificirala. Na primjer na skulpturi možemo naići na tragove suvremenih alata, kod slika najčešće na novije sintetske pigmente koji nisu korišteni u vrijeme pretpostavljanog nastanka slike. Neki pak krivotvoritelji ne koriste tipičan način rada umjetnika čiji rad žele imitirati. Slike se pokušava na umjetan način postarati, ili se primjerice na slici na dasci izbuše rupe koje imitiraju crvotočno drvo.
Pri pokušaju autentifikacije nekog djela stručnjaci također provjere i njegovu provinijenciju. Ako se ista ne može ustanoviti, te nema dokumentacije koja bi potvrđivala povijest vlasništva, može se sumnjati na krivotvorinu. Također i neke druge tehnike krivotvorenja mogu indicirati da slika nije autentična:
- Okvir, bio star ili nov, u slučaju da je na njemu intervenirano, a kako bi djelo izgledalo izvornijim.
- kako bi sakrili nedosljednosti i manipuliranje krivotvoritelji često na stražnju stranu slike zalijepe papir, star ili nov, ili rezanjem smanjuju sliku.
- Suvremene etikete također upućuju na moguću krivotvorinu, osim ako nisu iz istog vremena kao i slika.
- Dok restauratori legitimno koriste nove blind rame, nova blind rama i staro platno mogu upućivati i na krivotvorinu.
- Rupe od starih čavala, ili tragovi postavljanja platna na stražnjoj strani, mogu upućivati na to da je slika bila uklonjena iz okvira, te ponovo postavljena u novi ili izvorni okvir.
- Signature na slici ili grafici, a koje nisu u skladu sa samim djelom

### Forenzičko propitivanje autentičnosti
Ako pregled slike nije dao zadovoljavajući rezultat, istražitelji će koristiti neku od sljedećih tehnika:
- C-14 datiranje, koristi se za objekte stare do 10 000 godina.
- Prisutnost olovne bijele boje upućuje da je objekt star do 1600 godina".[8]
- Gamagrafija se koristi za dokazivanje prisutnosti starijeg rada ispod onog novog. Ponekad slikari ponovo koriste svoje stare slike kao podlogu za nove, no ako ispod slike koja je u stilu 17.  stoljeća, nađemo sliku koja se datira u 19. stoljeće, to upućuje na krivotvorinu.
  - difrakcija x zraka (XRD) se koristi za analizu komponenti koje čine slikarske boje .
  - Florescencija x zraka (XRF) nam može ukazati sastav metala od kojeg je skulptura, ili koje su boje korištene na slici, te koja je njihova čistoća, odnosna odgovaraju li pretpostavljenom vremenu nastanka slike

### Digitalno propitivanje autentičnosti
Statistička analiza digitalnih fotografija umjetničkih slika nova je metoda otkrivanja krivotvorina.Koristi se tehnika znana kao wavelet dekompozicija.

## Poznati slučajevi
Krivotvotitelji su uvijek bili dragi medijima i javnosti, te su često prikazivani kao žrtve tržišta umjetninama. Neki su objavili i vlastite biografije, o nekima su pisali drugi, a o nekima su snimljeni i filmovi.
Neki od krivotvoritelja i prevaranata koji su bili zapaženi u medijima:
- Nizozemac Han van Meegeren (1889. – 1947.), nakon 1945. postao poznat po krivotvorenju Vermeerovih slika, kako je jednu od krivotvorina prodao Hermanu Goeringu nakon rata je optužen za suradnju s okupatorom, te je priznao da se radilo o krivotvorini[9]
- Mađar Elmyr de Hory (1906. – 1976.), postao je poznat krajem 1960-ih, izradio stotine slika u maniri  Deraina, van Dongena, Matissea, Modigliania i iznad svega Picassa, o njemu je  Orson Welles snimio film F wie Fälschung
- Lothar Malskat (1913. – 1988.), kao restaurator izrađivao lažne gotičke zidne slike (Schleswiger Dom, Lübecker Marienkirche)[10][11][12]
- zlatar Reinhold Vasters(1827. – 1909.), radio je nakit u renesansnom stilu, Victoria i Albert muzej u Londonu 1979. nabavio više od 1000 njegovih nacrta za predmete -istina je izišla na vidjelo tek 60 godina nakon njegove smrti, o njegovom radu pisalo je više autora, samo Metropolitan Museum posjeduje 45 njegovih krivotvorina.[13]
- Tom Keating (1917. – 1984.), iz Londona, pokušao upisati studij umjetnosti, te se kako nije uspio odao krivotvorenju, kada je raskrinkan priznao je svoj rad,1977. su zbog lošeg mu zdravlja optužbe protiv njega odbačene. Kasnije snimio tv seriju o radu velikih slikara i njihovim tehnikama, za što je i nagrađen.Pretpostavlja se da je krivotvorio više od 2000 slika pripisanih najmanje stotini autora (François Boucher, Edgar Degas, Jean-Honoré Fragonard, Thomas Gainsborough, Amedeo Modigliani, Rembrandt, Pierre-Auguste Renoir i Kees van Dongen samo su neki od autora). O svom radu napisao je knjigu The Fake's Progress.
- Tony Tetro, znan i kao jedan od najvećih američkih krivotvoritelja djela suvremene umjetnosti, djelovao 1970-ih i do sredine 1980-ih godina.
- Christian Goller, od 1970-ih radio krivotvorine starih majstora, Cleveland Museum of Art kupio je njegovu krivotvorinu u stilu Mathiasa Grünewalda
- Nijemac Konrad Kujau krivotvorio je dnevnike Adolfa Hitlera, prodao ih je dnevniku Stern za 9.300.000 dem.[14]

### Slučajevi do godine 2000-e
- 2005. pojavilo se izdanje Galileo Galilei knjige Sidereus Nuncius, s do tada nepoznatim crtežima u tušu, proglašeno za senzacionalno otkriće, no 2012. ustanovljeno da se radi o krivotvorini koju je na tržište plasirao Marino Massimo De Caro talijanski antikvar.
- Wolfgang Beltracchi Nijemac optužen 2011 za krivotvorenje djela više znamenitih umjetnika, uz zaradu od 16.000.000 eura(krivotvorio između ostalih i djela Max Ernsta, Heinrich Campendonka, Fernand Légera i Kees van Dongena).[16]
- Takozvani "Španjolski majstor", kojeg do danas nije utvrđen identitet, krivotvorio antičke bronce. Poznato je najmanje 9 njegovih krivotvorina - u principu je radio biste i glave. Prema istrazi porijeklo ovih krivotvorina bila bi južna Španjolska.

## Vanjske poveznice
- Zbirka krivotvorina MUP  Arhivirana inačica izvorne stranice od 1. prosinca 2017. (Wayback Machine)
- Fälschermuseum Wien
- FAKE. Das Phänomen der Fälschung (in) der Kunstgeschichte, Arthistoricum.net
- Niklas Maak: Fälschungsskandal: Alles wirklich schön - aber leider nicht echt, FAZ.net 16. rujna 2010, pristupljeno 11. listopada 2010
- Tina Öcal: L.I.S.A.Lecture | Kunstfälschung am Beispiel des Falls Beltracchi, L.I.S.A. – Das Wissenschaftsportal der Gerda Henkel Stiftung, 10. studenoga 2012., pristupljeno 27. studenoga 2012.
- Georgios Chatzoudis: Interview mit Henry Keazor und Tina Öcal, L.I.S.A. – Das Wissenschaftsportal der Gerda Henkel Stiftung, 3. prosinca 2012., pristupljeno 16. veljače 2014.
- A History of Art Forgery.  Arhivirana inačica izvorne stranice od 7. veljače 2018. (Wayback Machine)
- Judging the Authenticity of Prints by The Masters. tekst povjesničara umjetnosti David Rudd Cyclebacka
- Museum Security Network  Arhivirana inačica izvorne stranice od 22. studenoga 2005. (Wayback Machine)
- Promišljeno stvaranje zbirke: Krivotvorine
- Can science help solve art crime?  Arhivirana inačica izvorne stranice od 1. prosinca 2017. (Wayback Machine)
- Čuveni krivotvoritelji
- Art Signature Dictionary, One of the largest collections of counterfeit art Više od 4000 fotografija krivotvorenih slika i potpisa više od 300 znamenitih umjetnika.